# Joop Lambermont
Johannes Antonius Maria (Joop) Lambermont (Den Bosch, 11 oktober 1895 – aldaar, 3 november 1983) was een Nederlands biljarter. Hij nam tussen de seizoenen 1934–1935 en 1939–1940 drie keer deel aan het nationale kampioenschap driebanden in de ereklasse.

## Deelname aan Nederlandse kampioenschappen in de Ereklasse
| Nr. | Kampioenschap        | Plaats    | Klassering | Alg. gemiddelde |
| --- | -------------------- | --------- | ---------- | --------------- |
| 1.  | Driebanden 1934–1935 | Tilburg   | 9e         | 0,422           |
| 2.  | Driebanden 1937–1938 | Amsterdam | 6e         | 0,508           |
| 3.  | Driebanden 1939–1940 | Amsterdam | 6e         | 0,519           |